# Tonino Guerra
Antonio Guerra, detto Tonino (Santarcangelo di Romagna, 16 marzo 1920 – Santarcangelo di Romagna, 21 marzo 2012), è stato un poeta, scrittore e sceneggiatore italiano.

## Biografia

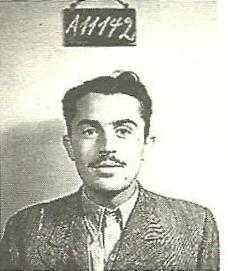
Tonino Guerra detenuto nel campo d'internamento in Germania durante la seconda guerra mondiale

Tonino Guerra nacque a Santarcangelo da Odoardo Guerra e Penelope Carabini, ultimo di quattro figli. Seguì corsi regolari di studi. Alle scuole medie ebbe come insegnante Augusto Campana che divenne poi un famoso docente universitario. Si diplomò all'istituto magistrale di Forlì iscrivendosi poi all'università. Dapprima scelse Venezia, poi si trasferì nella più vicina Urbino, alla Facoltà di Magistero, corso di laurea in Pedagogia. Sin da giovane era appassionato di pittura, dipingendo ad acquerello e a inchiostro.
All'inizio di agosto 1944, terminata la sessione estiva degli esami, tornò a casa ma il giorno stesso in cui arrivò fu fermato e condotto alla locale Casa del Fascio. Individuato come antifascista, fu portato dapprima a Forlì poi a Fossoli (MO), nel locale Centro di raccolta per la manodopera in Germania. Venne lì deportato e rinchiuso in un campo d'internamento a Troisdorf.
Guerra, che conosceva a memoria i Sonetti romagnoli di Olindo Guerrini, li recitò ai compagni di prigionia per distrarli dall'angoscia e dalla nostalgia di casa. Poi iniziò ad inventare nuove poesie, che un compagno di prigionia copiava per lui a mano.
Dopo la fine del conflitto mondiale, nell'agosto 1945 ritornò a casa. Nel 1946 si laureò in Pedagogia all'Università di Urbino discutendo con Francesco Valli, professore di Storia e letteratura italiana e agiografo, la tesi dal titolo Poesia dialettale romagnola nel Novecento. Avendo conservato le poesie composte nel campo di prigionia, le fece leggere a Carlo Bo, che ne rimase piacevolmente colpito. Il docente (e futuro rettore) riconobbe in esse «una volontà di pulizia interiore, un senso esatto delle cose e delle voci». Guerra decise dunque di pubblicarle, a sue spese. La raccolta s'intitolò I scarabocc (Gli scarabocchi); lo stesso Bo ne firmò la prefazione. Attorno a lui si formò a Santarcangelo un gruppo spontaneo di giovani poeti, di cui facevano parte anche Raffaello Baldini, Nino Pedretti e Gianni Fucci. Il gruppo si riuniva al "Caffè Trieste", il bar gestito dai genitori di Raffaello Baldini. Alcuni concittadini chiamarono ironicamente questo sodalizio E' circal de' giudéizi (traducibile come "Il circolo del giudizio"). Guerra insegnò in una scuola di avviamento agrario nella vicina Savignano sul Rubicone.
Nel 1950 partecipò al "Premio letterario Cattolica", nel cui ambito vinse il "Premio Emilia", dedicato alla poesia dialettale emiliana o romagnola. In giuria sedevano tra gli altri Salvatore Quasimodo ed Eduardo De Filippo. Nel 1952 avvenne l'esordio narrativo con un breve romanzo, La storia di Fortunato, pubblicato nella collana Einaudiana "I gettoni". La collana era diretta da Elio Vittorini, che avviò con il poeta romagnolo un lungo sodalizio, mantenuto anche dopo il passaggio alla Bompiani (L'equilibrio, L'uomo parallelo). Nello stesso anno si sposò con Paola Grotti. Dall'unione nacquero due figli, Costanza e Andrea Guerra. Nel 1953 Tonino Guerra si trasferì a Roma, dove avviò una fortunata carriera di sceneggiatore. Durante la sua lunga attività collaborò con alcuni fra i più importanti registi italiani del tempo, tra i quali Michelangelo Antonioni, Francesco Rosi, Federico Fellini, i fratelli Taviani. Dalla collaborazione con il regista ferrarese Antonioni gli giunse anche la candidatura al premio Oscar nel 1967, per il film Blow-Up.
Negli anni settanta Tonino Guerra scrisse oltre venti film, sia per il cinema che per la televisione e più di dieci libri. Nel 1974 firmò Amarcord, la sua prima sceneggiatura per Fellini. Nel 1975 conobbe, durante uno dei suoi viaggi in Russia, Eleonora Jablokina. Se ne innamorò, sciolse il precedente matrimonio e la sposò nel 1977. Testimoni di nozze furono i registi Andreij Tarkovskij e Michelangelo Antonioni. La frequentazione della Russia, dell'Armenia e della Georgia (il romanzo La pioggia tiepida è dedicato «A tutti gli amici georgiani e alla loro bella terra») gli fece tornare la voglia di dipingere, passione che prese piede a partire dagli anni Ottanta e che divenne la sua attività prevalente nell'ultima parte della vita. Nel 1983 scrisse per Andrej Tarkovskij Nostalghia. Collaborò poi con Rosi (Carmen, 1984) e i fratelli Taviani (La notte di San Lorenzo, Kaos, Good Morning Babilonia e Il sole anche di notte). Con Fellini realizzò anche Ginger e Fred (1986).
Nel 1989, quasi settantenne, decise di non andare in pensione e si reinventò come pittore, pur continuando a lavorare intensamente come sceneggiatore (collaborando principalmente con Theo Angelopoulos e ancora con Michelangelo Antonioni in tutti gli ultimi film del regista ferrarese). Dopo avere sceneggiato film per altri grandi registi, dopo essere stato urbano e cosmopolita, lasciò Roma e si stabilì a Pennabilli, dove trascorse il resto della sua vita. Il centro dell'Appennino riminese gli conferì la cittadinanza onoraria in riconoscenza dell'amore dimostrato nei suoi confronti.
A Pennabilli Tonino Guerra dette vita a numerose installazioni artistiche e mostre permanenti che prendono il nome de I Luoghi dell'anima tra cui: L'Orto dei frutti dimenticati, Il Rifugio delle Madonne abbandonate, La Strada delle meridiane, Il Santuario dei pensieri, L'Angelo coi baffi e Il Giardino pietrificato, quest'ultimo è materialmente realizzato dallo scultore Giovanni Urbinati. Una sua installazione artistica, L'albero della chiarezza, è presente anche a Forlì, presso i Giardini Orselli. Riguardo al ritrovato amore per la pittura, una delle sue opere è esposta nella frazione Ca' Gallo del comune di Montecalvo in Foglia. Pensando a Pennabili diceva: «È bello se puoi arrivare in un posto dove trovi te stesso».
Guerra divenne famoso presso il grande pubblico nel 2001, come testimonial della catena di negozi di elettronica Unieuro, creando il tormentone dell'ottimismo ("Gianni, l'ottimismo è il profumo della vita!"), ripreso tra gli altri dal suo compaesano, e pronipote, Fabio De Luigi in un suo personaggio comico, l'Ingegner Cane. Nel 2006 apparve nel documentario Mattotti di Renato Chiocca, leggendo un estratto dalla sua raccolta di racconti Cenere. Nel 2010, in occasione dei suoi 90 anni, ricevette il David di Donatello alla carriera. Il 10 novembre 2010 fu insignito dall'Università di Bologna del Sigillum Magnum.
Morì all'età di 92 anni a Santarcangelo il 21 marzo 2012, in coincidenza con la celebrazione della Giornata Mondiale della Poesia istituita dall'UNESCO. Le sue ceneri sono state incastonate nella roccia, al di sopra della sua Casa dei mandorli a Pennabilli, nel punto in cui si ammira la vallata, paese in cui ha abitato nei suoi ultimi 25 anni. Tonino Guerra era ateo. Il suo archivio è conservato presso il Centro per gli studi sulla tradizione manoscritta di autori moderni e contemporanei dell'Università di Pavia.

## Opere letterarie

### In romagnolo
- I scarabócc (Gli scarabocchi), Faenza, F.lli Lega, 1946, scritti tra il 1944 e il 1945 nel campo di concentramento per "imbrogliare la dura vita"[13]
- La s-ciuptèda ("La schioppettata"), Faenza, F.lli Lega, 1950, contiene la poesia I bu, la prima lirica di successo di Guerra
- È Luneri (Lunario), Rimini, B. Benedetti, 1954
- I bu. Poesie romagnole(I buoi), con prefazione di Gianfranco Contini, Milano, Rizzoli, 1972, "Premio Carducci"
- A m'arcord (Mi ricordo), Milano, Rizzoli, 1973
- Il polverone, Milano, Bompiani, 1978
- Il miele. Poema, Rimini, Maggioli, 1981, "Premio Biella"
- Il viaggio, Rimini, Maggioli, 1986, "Premio Nonino", divenne un film dal titolo Viaggio d'amore
- E Lòibar dal cisi abandunèdi (Il libro delle chiese abbandonate), Rimini, Maggioli, 1988
- L'albero dell'acqua, Milano, Libri Scheiwiller, 1992, dedicato a Ezra Pound
- Piove sul diluvio, Rimini, Capitani, 1997
- Lamento di una guardia di frontiera e altri lamenti, Milano, Libri Scheiwiller, 2000
- Quartètt d'autónn (Quartetto d'autunno), Santarcengelo, Maggioli, 2001
- Una foglia contro i fulmini, Santarcengelo, Maggioli, 2006
- Tre grandi poeti in musica, con Raffaello Baldini e Nino Pedretti, Cerasolo Ausa di Coriano, NdA, 2009.

### Traduzioni
In inglese
- Il miele, La capanna, Il viaggio e Il libro delle chiese abbandonate sono usciti nella raccolta Abandoned Places, Toronto, Guernica, 1999, traduzione di Adria Bernardi.

In catalano
- Il miele (La mel), Calonge, AdiA, 2018, traduzione di Lucia Pietrelli e Pau Vadell.

### In italiano
- La storia di Fortunato, Torino, Einaudi, 1952
- Dopo i leoni, Torino, Einaudi, 1956
- L'equilibrio, Milano, Bompiani, 1967
- L'uomo parallelo, Milano, Bompiani, 1969
- Millemosche senza cavallo, con Luigi Malerba, Milano, Bompiani, 1969
- Millemosche mercenario, con Luigi Malerba, Milano, Bompiani, 1969
- Millemosche fuoco e fiamme, con Luigi Malerba, Milano, Bompiani, 1970
- Millemosche innamorato, con Luigi Malerba, Milano, Bompiani, 1971
- Storie dell'Anno Mille, con Luigi Malerba, Milano, Bompiani, 1972
- Il cannocchiale e altri testi, con Lucile Laks, Milano, Bompiani, 1972
- Millemosche e il leone, con Luigi Malerba, Milano, Bompiani, 1973
- Millemosche e la fine del mondo, con Luigi Malerba, Milano, Bompiani, 1973
- Millemosche alla ventura, con Luigi Malerba, Milano, Bompiani, 1973
- I cento uccelli, Milano, Bompiani, 1974
- Il polverone. Storie per una notte quieta, Milano, Bompiani, 1978
- I guardatori della luna, Milano, Bompiani, 1981
- Nuove storie dell'anno Mille, con Luigi Malerba, Milano, Bompiani, 1981
- L'aquilone, con Michelangelo Antonioni, Rimini, Maggioli, 1982 (edizione rinnovata e illustrata da Editoriale Delfi di Salvatore Giannella, Cassina de' Pecchi, Milano, 1996)
- E la nave va, con Federico Fellini, Milano, Longanesi, 1983
- Il leone con la barba bianca, Milano, Emme, 1983
- La pioggia tiepida. Romanzo, Milano, Rusconi, 1984
- La capanna, Rimini, Maggioli, 1985, "Premio Gozzano"
- Il libro delle chiese abbandonate, Rimini, Maggioli, 1988
- L'orto d'Eliseo, Rimini, Maggioli, 1989
- Il vecchio con un piede in Oriente, Rimini, Maggioli, 1990
- Cenere, San Lazzaro di Savena, Metrolibri, 1990
- L'impiccagione dei pesci grossi, Valverde, Il girasole, 1991
- A Pechino fa la neve. Una cosa teatrale, Rimini, Maggioli, 1992
- Bagonghi. Un nano del circo per piccoli suggerimenti teatrali, Porretta Terme, I quaderni del battello ebbro, 2000
- Dizionario fantastico, Rimini, PC, 2000
- Viaggi vagabondi, Valverde, Il girasole, 2000
- Con la poesia alle spalle, Rimini, Fabjbasaglia, 2001
- Farfalle, Bologna, Poligrafici editoriale, 2002, raccolta degli articoli pubblicati sul Resto del Carlino
- Il sapore della libertà, Rho, ANPI, 2002
- Lo specchio delle farfalle, Porretta Terme, I quaderni del battello ebbro, 2002
- La cattedrale sepolta, in Dal grande fiume al mare. Trenta scrittori raccontano l'Emilia-Romagna, Bologna, Pendragon-Regione Emilia-Romagna, 2003
- La valle del kamasutra. Segni, sogni e altro scelti dal poeta, a cura di Salvatore Giannella, Milano, Bompiani, 2010
- Polvere di sole. 101 storie per accendere l'umanità, a cura di Salvatore Giannella, Milano, Bompiani, 2012
- La casa dei mandorli, Bologna, Minerva, 2012, ISBN 978-88-7381-423-8.

## Filmografia parziale

### Sceneggiatore
- Nasce un campione, regia di Elio Petri, cortometraggio, 1954[14]
- Uomini e lupi, regia di Giuseppe De Santis, 1957
- La strada lunga un anno (Cesta duga godinu dana), regia di Giuseppe De Santis, 1958
- Un ettaro di cielo, regia di Aglauco Casadio, 1958
- Il terribile Teodoro, regia di Roberto Bianchi Montero, 1959
- La garçonnière, regia di Giuseppe De Santis, 1960
- L'avventura, regia di Michelangelo Antonioni, 1960
- La notte, regia di Michelangelo Antonioni, 1961
- L'assassino, regia di Elio Petri, 1961
- L'eclisse, regia di Michelangelo Antonioni, 1962
- I giorni contati, regia di Elio Petri, 1962
- Perseo l'invincibile, regia di Alberto De Martino, 1963
- La noia, regia di Damiano Damiani, 1963
- Le ore nude, regia di Marco Vicario, 1964
- Una donna d'affari, episodio di Controsesso, regia di Renato Castellani, 1964
- Deserto rosso, regia di Michelangelo Antonioni, 1964
- Matrimonio all'italiana, regia di Vittorio De Sica, 1964
- Casanova '70, regia di Mario Monicelli, 1965
- La decima vittima, regia di Elio Petri, 1965
- Lo scatenato, regia di Franco Indovina, 1967
- L'occhio selvaggio, regia di Paolo Cavara, 1967
- Blow-Up, regia di Michelangelo Antonioni, 1968
- Alla ricerca di Gregory (In Search of Gregory), regia di Peter Wood, 1969
- L'invitata, regia di Vittorio De Seta, 1969
- I girasoli, regia di Vittorio De Sica, 1970
- Uomini contro, regia di Francesco Rosi, 1970
- Zabriskie Point, regia di Michelangelo Antonioni, 1970
- Giuochi particolari, regia di Franco Indovina, 1970
- Bianco, rosso e..., regia di Alberto Lattuada, 1972
- Il caso Mattei, regia di Francesco Rosi, 1972
- Amarcord, regia di Federico Fellini, 1973
- 40 gradi all'ombra del lenzuolo, regia di Sergio Martino, 1976
- Caro Michele, regia di Mario Monicelli, 1976
- Morti sospette (Un papillon sur l'épaule), regia di Jacques Deray, 1978
- Tre fratelli, regia di Francesco Rosi, 1981
- Nostalghia, regia di Andrej Tarkovskij, 1983
- E la nave va, regia di Federico Fellini, 1983
- Kaos, regia di Paolo e Vittorio Taviani, 1984
- Ginger e Fred, regia di Federico Fellini, 1986
- Il volo (O melissokomos), regia di Theo Angelopoulos, 1986
- Il frullo del passero, regia di Gianfranco Mingozzi, 1988
- Il male oscuro, regia di Mario Monicelli, 1989
- Burro, regia di José María Sánchez, 1989
- Viaggio d'amore, regia di Ottavio Fabbri, 1990
- La domenica specialmente, regia di Francesco Barilli, Giuseppe Tornatore, Marco Tullio Giordana, e Giuseppe Bertolucci, 1991
- Il passo sospeso della cicogna (To meteoro vima tou pelargou), regia di Theo Angelopoulos, 1991
- Al di là delle nuvole, regia di Michelangelo Antonioni e Wim Wenders, 1995
- Il cane e il suo generale (Le Chien, le Général et les Oiseaux), regia di Francis Nielsen, 2003
- La sorgente del fiume (Trilogia I: To livadi pou dakryzei), regia di Theo Angelopoulos, 2004
- Eros (segmento Il filo pericoloso delle cose) di Michelangelo Antonioni, 2004
- Bab'Aziz, regia di Nacer Khemir, 2005
- La polvere del tempo (Trilogia II: I skoni tou chronou), regia di Theo Angelopoulos, 2008.

### Regista
- Tempo di viaggio, co-regia di Andrej Tarkovskij, 1983.

## Programmi radio Rai
- Ti scrivo dall'ingorgo, da un'idea di Tonino Guerra, scritto da Belardini e Moroni, regia di Gennaro Magliulo, 1967.

## Onorificenze, premi e riconoscimenti
- David di Donatello per la migliore sceneggiatura
  - 1981: Tre fratelli di Francesco Rosi
  - 1984: E la nave va di Federico Fellini
  - 1985: Kaos dei fratelli Taviani
- David di Donatello alla carriera, 2010
- Premio Flaiano per la sceneggiatura
- Premio Nonino
- Premio Pasolini
- Premio Letterario "Val di Comino"
- Sigillum Magnum - Università di Bologna
- Premio Letterario Castelfiorentino
- Premio Selezione Campiello[17] per I guardatori della luna, 1981
- Premio Comisso 1984, sezione Narrativa, per La pioggia tiepida.[18]

## Intitolazioni
- La scuola superiore di secondo grado "Luigi Einaudi" di Novafeltria ha assunto il nuovo nome di "Tonino Guerra"
- 2015 - L'Istituto Alberghiero IPSEOA di Cervia (RA) è stato intitolato a Tonino Guerra
- A partire dal 2009 il Bif&st di Bari assegna il Premio intitolato a Tonino Guerra per il Miglior soggetto (dal 2012 Miglior sceneggiatura) tra i film del festival.

## Omaggi e citazioni
- 2004 - Gli Après La Classe, gruppo musicale ska-punk italiano, nell'album "Un numero" gli dedicano una canzone dal titolo "Ninetto Guerra"
- 2012 - La rock band bresciana dei NoAlter gli dedica il CD "Démodé": all'interno della copertina si può infatti leggere la dicitura "Dedicato a Tonino Guerra e Fernanda Pivano"
- Durante la cerimonia per la consegna dei Premi Oscar 2013, Tonino Guerra compare all'interno del video Ad Memoriam.

### Critica letteraria (elenco parziale)
Per una bibliografia critica completa aggiornata al 2006 si veda: G. Fucci, Dizionario dei poeti dialettali romagnoli del Novecento, Verucchio, Pazzini, 2006.
- C. Bo, Prefazione a I scarabócc, Faenza, Lega, 1946.
- P. P. Pasolini, Introduzione a Poesia dialettale del Novecento, Parma, Guanda, 1952.
- P. P. Pasolini, La lingua della poesia, in «Paragone», giu. 1957.
- Poeti dialettali del Novecento, a cura di F. Brevini, Torino, Einaudi, 1987.
- Franco Brevini, Le parole perdute. Dialetti e poesia del nostro secolo, Torino, Einaudi, 1990.

### Analisi linguistica
- F. Schürr, La voce della Romagna, Ravenna, Edizioni del Girasole, 1974, contiene la trascrizione fonetica di alcune poesie recitate da T. Guerra).
- D. Pioggia, Fonologia del santarcangiolese, con la prefazione di Giuseppe Bellosi e un'appendice di D. Vitali e L. Canepari, Verucchio, Pazzini, 2012.
- D. Pioggia, "Note linguistiche sul dialetto di Tonino Guerra", in: Tonino Guerra. Poesia e letteratura, vol 1, fascicolo monografico de «Il parlar franco», n. 11/12, Verucchio, Pazzini, 2013.